# 约翰·利利 (冰球运动员)
约翰·利利（英語：John Lilley，1972年8月3日—），美国前男子冰球运动员，场上位置是前锋。他曾代表美国国家队参加1994年冬季奥林匹克运动会冰球比赛，获得第八名。